# リバーバンク・アリーナ
リバーバンク・アリーナ (Riverbank Arena) は、ロンドン東部のハックニー特別区にあるオリンピック・パーク内にあるホッケー競技場。2012年のロンドンオリンピックのホッケー競技および同パラリンピックの7人制/5人制サッカーで使用される。建設費は1900万ポンドで、15,000人を収容可能。ロンドン五輪後は観客席を5,000席まで減らした上で、市内北部のイートン・マナーへ移築される予定である。2011年1月、レイトン・オリエントFCが五輪終了後に当競技場へホームスタジアムを移転することに関心を示した。
2015年には欧州ホッケー選手権大会の会場となった。